# Revolution【re:i】
『Revolution【re:i】』（レボリューション【レイ】）は、喜多村英梨の1作目のミニアルバム。喜多村の楽曲としては前作「凛麗」から2年ぶり、トムス・ミュージックへ移籍後初のリリースとなる。

## 概要
初回限定盤は「Revolution【re:i】」のPVとメイキング収録DVD付き。
同年3月25日（TOKYO MX）に放送されたテレビ番組『リスアニ!TV 5th Season』（#052）では、ゲストとしてこのアルバムをご紹介しました。

## 収録曲
1. Revolution【re:i】
  - 作詞：HAKUEI、作曲：tatsuo、編曲：tatsuo・HAKUEI
  - スマホ用ゲームアプリ『神姫PROJECT』主題歌。
  - テレビ東京系『アニメマシテ』2017年3月度オープニングテーマ曲。
2. バラユリxxxx
  - 作詞：喜多村英梨・千景、作曲：ドクブラ、編曲：永井正道
3. 恋華火
  - 作詞：喜多村英梨、作曲：西岡和哉、編曲：
4. FORTiTUDE
  - 作詞：喜多村英梨、作曲：小川耕平、編曲：
5. Miracle Premonition
  - 作詞・曲：竹市佳伸、編曲：